# Luchy Donalds
Luchy Donalds (nasceu em 1991)  é atriz nigeriana que participou em vários filmes de Nollywood .

## Biografia
Ela nasceu em 28 de Maio de 1993 em Owerri, capital
da cidade de Imo  em Nigeria. Seus pais são o Sr. e a Sra Donald Nwocha. Ela é filha única e a primeira de três filhos, dos quais dois são rapazes.

### Educação
Ela frequentou a Mount Camel Premier School para o ensino primário e secundário. E frequentou a Universidade Tansian, Umunya, no estado de Anambra, para cursar o ensino superior, onde obteve o diploma de bacharel em microbiologia.

### Careira
Luchy Donalds juntou se a Nollywood em 2015 e participou em vários filmes. Sua primeira aparição no filme The Investigator which was a debut colocou ela em evidência no ano 2015. Apois isso, apareceu em vários outros filmes de Nollywood. ela preseteou se um carro em 2021.

## Prêmios
| Data | Prêmio                                | Categoria                       | Resultado | Notas               |
| ---- | ------------------------------------- | ------------------------------- | --------- | ------------------- |
|      | Prêmios de entretenimento City People | Atriz mais promissora do ano    | Indicado  | [ 2 ]               |
| 2019 | Prêmio de Empreendedores Nigerianos   | Melhor Atriz Coadjuvante do ano | Venceu    | [ 7 ] [ 3 ]         |
|      | Prémios Africa Magic Viewers' Choice  | Melhor Nova Atriz do Ano        | Indicado  | [carece de fontes?] |

## Filmes selecionados
- Semente da tristeza (2020)[8]
- Irmão de verdade (2021)
- Lust in Marriage (2021)
- Marriage Bride Price (2021)
- Songs and Sorrows (2021)
- Crazy Fighter (2021)
- Trust no one (2021)[8]
- Billionaire and his Blind Wives (2021)
- Soul on Fire (2021)
- The Classic Ladies (2021)
- Chef Augusta (2021)
- Cheating in Marriage (2021)[8]